# 法國航空8969號班機劫機事件
法國航空8969號班機（航班编号：AF8969/AFR8969）是一架从阿尔及利亚首都阿尔及尔飞往巴黎的法国航空班机，使用空中客车A300型客机执飞，1994年12月24日在阿尔及尔被劫持。共有3名乘客在此次事件中被杀害，其余乘客和机组人员在马赛国际机场被国家宪兵干預队成功解救。

## 事件经过

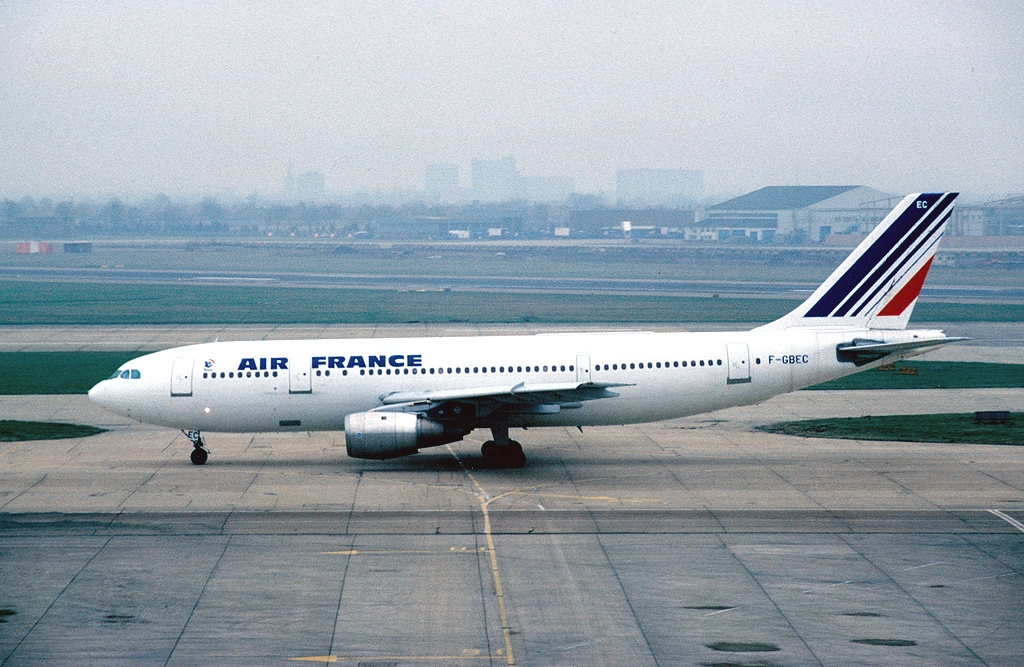
遭劫客机

### 12月24日
當日，25岁绰号“埃米尔”的阿卜杜拉·亚海尔和其他三名伊斯兰武装组织成员，携带AK-47及烏茲衝鋒槍等武器，身穿阿爾及利亞航空公司制服，以檢查旅客護照為名，登上即將於11:15飛往巴黎奧利机场的8969號班機。就在護照即將檢查完的時候，這四名恐怖分子突然關閉機艙門出其不意的劫機。他们要求乘客以及机组人员合作，并逼迫乘客关上所有的舷窗遮光板并将所有私人物品倒入一個黑色的塑膠背包中。他们还命令所有妇女、包括法航的女乘务员在内，一律严格按照伊斯兰教规定，戴上面巾或以客舱裡的毛毯代替。
14:00左右，一名恐怖分子发现飞机上有一名阿尔及利亚警察，于是声称需要他协助搜查，把他带到了亚海尔面前。恐怖分子将其带到了客舱前部并向他脑后开枪将他杀害。几分钟后，恐怖分子联系机场塔台要求准予起飞。当他们最初的要求被拒绝后，他们将这名警官的尸体扔到了跑道上，并威胁如果他们的要求得不到满足的话，他们将杀死另一名人质。
法航的安全顾问与阿尔及利亚陆军突击部队指挥官取得了电话联系，后者的部队已经包围了这架空中巴士飞机。恐怖分子要求阿尔及利亚部队移走客梯车以及机轮下的止轮楔，以便让飞机起飞，但阿军方并没有答应。之后位于巴黎的法航紧急事件处理指挥中心决定还是先让飞机起飞，待飞机在巴黎降落后再由国家宪兵干預队开始营救行动。
法国总理爱德华·巴拉迪爾要求恐怖分子释放女性以及儿童乘客，以换取飞机飞往巴黎。恐怖分子答应了这一要求，释放了63名乘客。但是，当撤走客梯车和止轮楔的命令下达给了阿尔及利亚上校的时候，他却拒绝执行。被激怒的恐怖分子随即将一名越南驻阿尔及尔大使馆的商务参赞，48岁的白建陀（音译）带到客梯车前将其枪杀，并把他的尸体丢弃在跑道上。

### 12月25日
圣诞节的一整天中，谈判都在继续。但是由于阿军突击队不肯让步，阿军方和法、阿两国政府之间陷入了僵局。21:30，恐怖分子下达了最后通牒，如果不能在30分钟内让飞机起飞，他们将每半小时杀死一名人质。法国领事馆一名阿尔及利亚籍厨师透过电台告诉塔台，如果恐怖分子的要求得不到满足他将被处决。由于阿尔及利亚特种部队指挥官拒绝合作，22:00恐怖分子按照他们事先警告的那样，杀死了那名年轻的厨师并把他的尸体抛下飞机。在這名人质被殺後，法國方面對阿爾及利亞施壓，阿國終允許劫機者飛往法國。
到星期一的凌晨时分，航機降落法國馬賽普羅旺斯機場。有關方面和劫機者談判，但沒有結果。後來，劫機者要求給航機添油，限在8:30前完成，並意圖在巴黎上空引爆飛機。但過了時限後，當局也沒有給飛機添油，而劫機者也沒有採取進一步行動。
不久後劫機者从副機長座椅用AK-47向塔台開槍，国家宪兵干預队被迫進行突擊行動，隊員分別乘坐3台登機車前往前艙與後艙，队员進入飛機後，前艙N隊員在機頭與劫機者交火中擊斃一名劫機者，後艙隊員在機尾命令乘客伏下，並打開逃生滑梯。隊員和劫機者交火中，副機長趁機從窗戶跳下逃離，而此剛好製造空隙讓狙擊隊員有射擊機會，最後兩名劫機者被狙擊手擊斃，雙方交火中使用了上千發子彈，留在驾驶舱的機長與飛航工程師兩人在交火后奇蹟生還。
事件共造成9名国家宪兵干預队队员及13位乘客受傷，其中一名队員被炸斷手；4名劫機者在马赛被杀，3名乘客在阿尔及利亚被殺。

## 事件之後
- 事後據法國政府調查，劫機者想在馬賽加油之後，令機長駛往巴黎艾菲爾鐵塔上空中引爆。
- 航班编号AF8969在事后更改為AF3453及AF7667，繼續巴黎與阿爾及爾之間的航班。
- 該飛機因为救援行动的弹孔所造成机身損壞，法航决定不进行修复，於1995年9月停飛報廢。

| 国籍       | 乘客 | 机组 | 总计 |
| ---------- | ---- | ---- | ---- |
| 阿尔及利亚 | 100  | 0    | 100  |
| 法國       | 75   | 12   | 87   |
| 德国       | 10   | 0    | 10   |
| 愛爾蘭     | 5    | 0    | 5    |
| 荷蘭       | 3    | 0    | 3    |
| 挪威       | 5    | 0    | 5    |
| 英国       | 5    | 0    | 5    |
| 美国       | 5    | 0    | 5    |
| 越南       | 1    | 0    | 1    |
| 总计       | 209  | 12   | 221  |

## 影視作品
- 事件被輯製成國家地理頻道的空中浩劫第二季第三集的「The Killing Machine」，中譯「殺人機器」。
- 2010年該事件被拍成法國電影《突擊（英语：L'Assaut）》。
- 探索频道《歷史零時差》第三季第六集Shoot-Out in Marseilles。

## 外部連結
- 相关中文报道
- 遭劫飛機F-GBEC的照片集 （页面存档备份，存于）
- 法航8969次航班营救过程录像 （页面存档备份，存于）